# 펀치라인 (애니메이션)
펀치라인(일본어: パンチライン, Punch Line)는 일본의 애니메이션, 게임 작품이다. 2015년 4월부터 6월까지 후지 TV의 노이타미나에서 방영되었다.
우에무라 유타카가 감독하고 MAPPA가 제작했으며, 대본은 우치코시 코타로, 음악은 고무로 테츠야, 캐릭터 디자인은 이와사키 쇼타가 맡았다. 이 시리즈는 2015년 4월 9일부터 2015년 6월 25일까지 후지 TV의 노이타미나 블록에서 방영되었으며 크런치롤에서 동시 방송되었다. 이 시리즈는 센타이 필름웍스에 의해 북미 지역에서 라이선스가 부여되었다.
5pb.가 개발한 비디오 게임 각색은 일본에서는 2016년 PlayStation 4와 PlayStation Vita로 출시되었으며, 북미와 유럽에서는 2019년 5월 출시되었다. 애니메이션 시리즈 이후에 진행되는 펀치 라인 맥스(Punch Line Max)라는 만화는 2015년 9월 30일부터 2016년 12월 29일까지 가도카와에서 Dengeki G's Comic으로 출판되었으며 2권으로 편집되었다. 그림은 긴이치가 맡았으며, 우치코시의 독창적인 아이디어를 바탕으로 제작되었다.
제목 "펀치 라인"은 주로 주인공 유타가 팬티를 너무 많이 본 경우 발생하는 "펀치 라인"에 대한 비스듬한 참조로 의도되었다. 즉, 인류는 죽는다. 뿐만 아니라 제목은 팬티에 대한 시리즈의 중심 초점과 관련이 있는 "팬티 라인" 및 "판치라"와 유사한 일본어로 읽혀진다.